# Gottscheerish

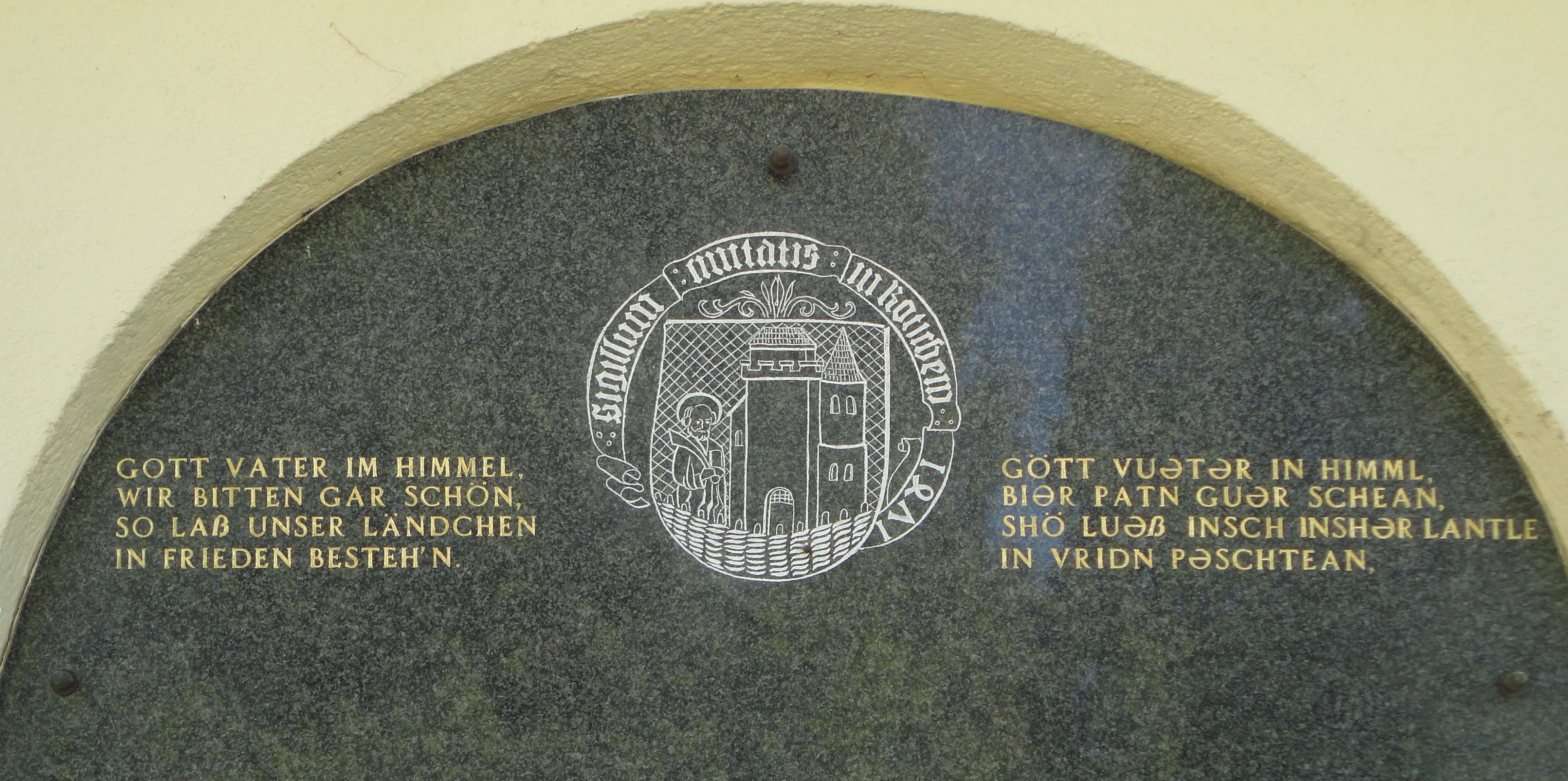
Inscrição em Gottscheerish em uma placa na parede da Capela da Santo Sepulcro perto da Igreja de Corpus Christi em Trata, Kočevje

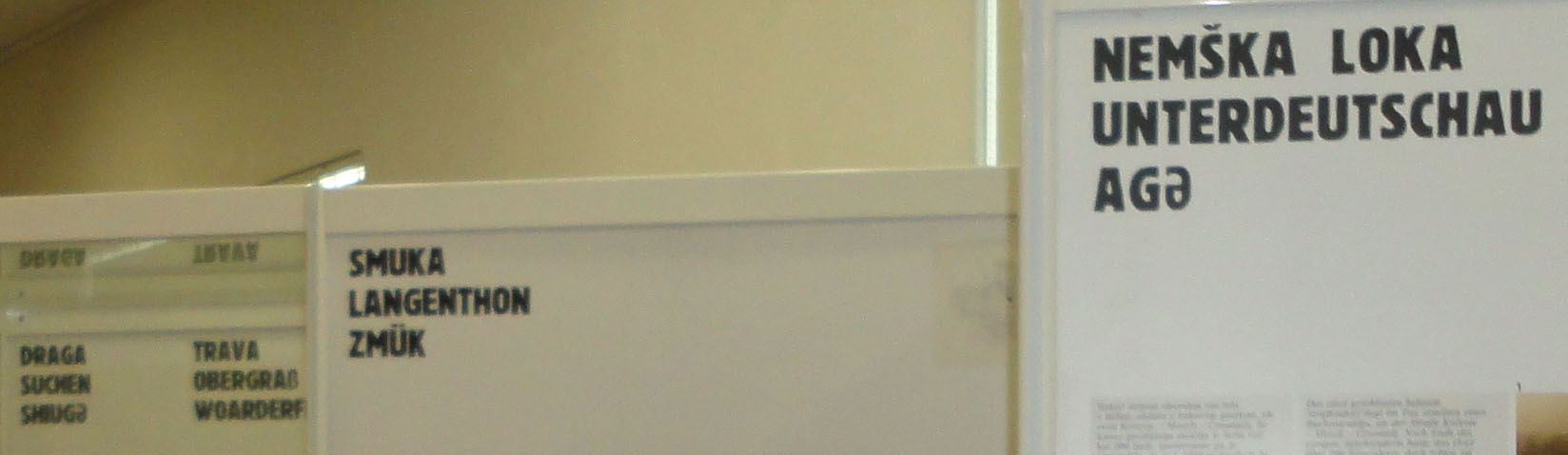
Os nomes de lugares tradicionais Gottscherish nem sempre são os mesmos que os nomes alemães

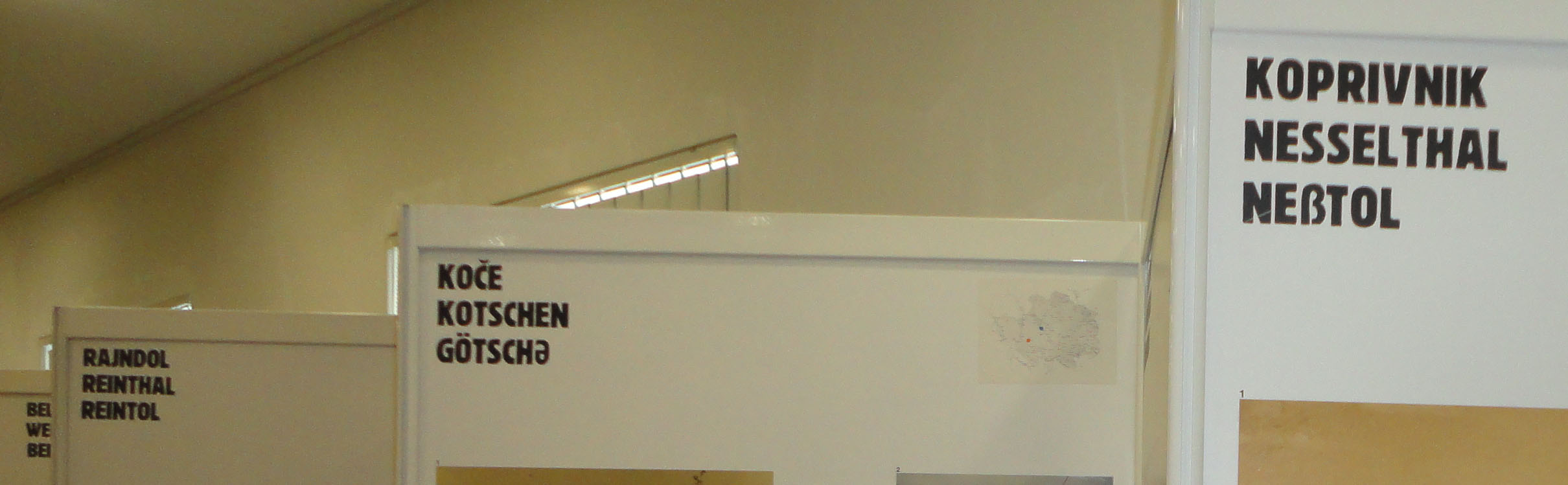
Os nomes de lugares de Gottscheerisch mostram que o estágio do sistema de som de Gottscheerisch é diferente do alemão padrão

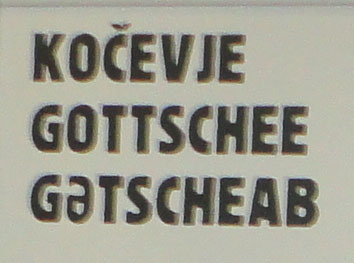
Nome da Cidade de Kočevje em esloveno, alemão e Gottscheerish

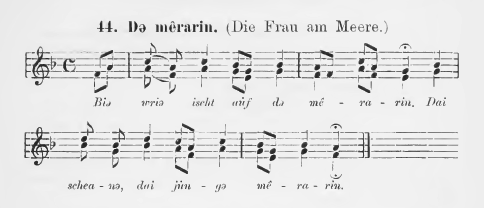
Melodia e primeira estória da música popular de Gottscheer Də mêrarin ("A mulher pelo mar")

Gottscheerish (Göttscheabarisch, em alemão:  Gottscheerisch, em esloveno:  kočevarščina) é uma língua Germânica, um dialeto da língua alemã, que era o principal idioma de comunicação entre os Gottscheers no enclave de Gottschee, em Carníola, Eslovênia antes de 1941. É ocasionalmente referido como Granish ou Granisch nos Estados Unidos (Alemão  Krainisch  Carníola '), um termo também usado na língua eslovena. Hoje, há apenas alguns falantes na Eslovênia e no mundo.

## História
O Gottscheerish pertence ao subgrupo bávaro meridional dos dialetos Bávaros. Os dialetos bávaros de Caríntia são os mais próximos. Gottscheerish compartilha muitas propriedades com os dialetos bávaros de enclaves de língua alemã dos Alpes orientais, entre eles a língua címbria do Vêneto, Itália, o Sappada (Pladen) e Timau (Tischelwang) em Friuli-Venezia Giulia e Sorica (Zarz) de Alta Carniola (Eslovênia). A língua se desenvolveu independentemente por mais de 600 anos a partir da presença dos primeiros colonizadores de língua alemã do Tirol Oriental e Caríntia Ocidental, por volta de 1330.
Os alemães Gottscheer usaram Gottscheerish como linguagem oral para a comunicação diária, enquanto a sua língua escrita era no Alemão padrão. No entanto, Canções populares e contos populares recolhidos nos séculos XIX e XX foram publicados em Gottscheerish.
Já no século XIX muitos falantes de Gottscheerish deixaram seus lares para emigrar para os Estados Unidos. Após o a reassentamento da maioria dos Gottscheers pelas forças de ocupação alemãs em 1941 durante a Segunda Guerra Mundial, apenas algumas centenas de falantes de Gottscheerish permaneceram em sua terra natal. Após a guerra Gottscheerish foi proibido em Iugoslávia.

## Situação atual
De acordo com UNESCO, o Gottscheerish é uma "língua criticamente ameaçada". A maioria dos seus falantes vivem nos EUA, com uma comunidade significativa em Queens, Nova Iorque. A maioria deles é da geração mais antiga, que passou sua infância no condado de Gottschee. Existem também falantes em Canadá, Áustria e Alemanha mas, assim como nos Estados Unidos, eles quase não têm oportunidade de praticá-lo. A linguagem diária na família e em outros locais é o inglês e o alemão ou o dialeto local, respectivamente.
Na Eslovênia existem algumas famílias que preservaram Gottscheerish apesar da proibição após a Segunda Guerra. Hoje, no entanto, provavelmente não há mais crianças aprendendo como primeira língua. A maioria dos falantes Gottscheerish vivem em Gottschee, vale Moschnitze valley]] (Črmošnjiško-Poljanska dolina) entre Kočevske Poljane e Črmošnjice, Semič , onde algumas famílias de Gottscheer colaboraram com os Partisans iugoslavos e, portanto, foram autorizados a ficar.

## Escrita
Como uma linguagem principalmente ou exclusivamente falada, a representação escrita de Gottscheerish variou consideravelmente. A tabela a seguir mostra como alguns dos fonemas mais problemáticos foram representados em diferentes sistemas de escrita.
| Phoneme | Schröer (1870) | Tschinkel (1908) | Schauer (1926) | Contemporary |
| ------- | -------------- | ---------------- | -------------- | ------------ |
| /ɕ/     | –              | ṡ                | –              | –            |
| /ɛ/     | e              | ä                |                |              |
| /ə/     |                | ə                | ä              | ə            |
| /j/     | j              | i̯                | j              | j            |
| /kʰ/    |                | kh               | k              | kh           |
| /kx/    |                | kχ               |                |              |
| /ɵ/     | ö              | ȯ                | ó              | ö            |
| /s/     | s, ß           | s                | ß              | s, ß         |
| /ʃ/     | sch            | š                | sch            | sch          |
| /ts/    | z              | ts               | z              | ts           |
| /tʃ/    | tsch           | tš               | tsch           | tsch         |
| /ʉ/     | ü              | u̇                | u              | ü            |
| /x/     | ch             | χ                | ch             | ch           |
| /ʑ/     | –              | ż                | –              | –            |
| /ʒ/     | ş              | ž                | sh             | sh           |

O símbolo ə para xevá é freqüentemente distorcido nas representações de Gottscheerish, substituído incorretamente pelo símbolo do diferencial parcial ∂ ou umlaut ä.

## Fonologia
O inventário fonológico de Gottscheerish difere do Alemão padrão de várias maneiras, especialmente em relação às consoantes palatais. O inventário fonológico aqui é baseado na gramática de Hans Tschinkel em 1908. Tschinkel does not explicitly distinguish between phonemic and phonetic status.

## =Consoantes
As consoantes entre parênteses são variantes fonéticas / posicionais, variantes idioléticas ou variantes dialetais.
|           |          | Bilabial | Labiodental | Dental | Palatal | Velar | Faringeal |
| --------- | -------- | -------- | ----------- | ------ | ------- | ----- | --------- |
| Plosiva   | tênue    | p        |             | t      |         | k     |           |
| Plosiva   | aspirada |          |             |        |         | kʰ    |           |
| Plosiva   | forte    | b        |             | d      |         | g     |           |
| Fricativa | tênue    |          | f           | s      | (ɕ) ʃ   | x     | h         |
| Fricativa | forte    | w        | v           | z      | (ʑ) ʒ   |       |           |
| Africada  | Africada | pf       |             | ts     | tʃ      | kx    |           |
| Nasal     | Nasal    | m        |             | n      | (ɲ)     | ŋ     |           |
| Vibrante  | Vibrante |          |             | r      |         |       |           |
| Lateral   | Lateral  |          |             | l      | (ʎ)     |       |           |

Na parte mais ocidental de Gottschee, conhecida como “Platô da Procura” (em alemão:  Suchener Hochtal), od fonemas /s/ e /ʃ/ se juntaram em /ɕ/ e os fonemas /z/ e /ʒ/ se juntaram em /ʑ/. O fonema /r/ é raramente percebido como [ʁ]. A fonema /l/ é percebido como [ʟ] depois de vogais anteriores e depois de obstruentes labiais/velares.

### Vogais
Tschinkel apresenta um grande inventário de vogais para Gottscheerish, especialmente para ditongos e grupos de vogais. Ele não distingue estritamente entre valores fonêmicos e fonéticos.
|              | Anterior | Central | Posterior |
| ------------ | -------- | ------- | --------- |
| Fechada      | i iː     | ʉ ʉː    | u uː      |
| Meio fechada | e eː     | ɵ ɵː    | o oː      |
| Meio aberta  | ɛ        | ə       |           |
| Aberta       |          | a aː    |           |

Ditongos decrescentes: ai, ao, au, aʉ, ea, ei, ia, iə, oa, oɛ, oi, ou, ɵi, ɵʉ, ua, ui, uə, ʉi,  ʉə, əi, aːi, aːo
Ditongos crescentes: i̯a, i̯aː, i̯ɛ, i̯e, i̯eː, i̯i, i̯iː, i̯o, i̯oː, i̯ɵ, i̯ɵː, i̯u, i̯uː, i̯ʉ, i̯ʉː, i̯ə
Tritongos decrescentes: oai, uai, eau, iəu, ʉəu, oːai, uːai
Tritongos crescentes-decrescentes: i̯ai, i̯au, i̯aʉ, i̯ea, i̯ei, i̯iə, i̯ou, i̯ɵʉ, i̯uə, i̯əi, u̯ai
Tetratongos: i̯oai, i̯uai, i̯oːai, i̯uːai

## Gramática

### Pronomes pessoais
Conforme Hans Tschinkel os pronomes pessoais são:
|            | Singular         | Singular         | Singular          | Singular          | Singular     | Plural            | Plural                   | Plural          | Formal (sg./pl.) |
| Case       | 1ª pessoa        | 2ª pessoa        | 3 ª pessoa        | 3 ª pessoa        | 3 ª pessoa   | 1ª pessoa         | 2ª pessoa                | 3ª pessoa       | 2ª pessoa        |
| ---------- | ---------------- | ---------------- | ----------------- | ----------------- | ------------ | ----------------- | ------------------------ | --------------- | ---------------- |
| Português  | eu               | você, tu         | ele               | 3ª neutro         | Ela          | nós               | vocês, vós               | eles(as)        | você             |
| Nominativo | iχ, ī, i, iχχe   | dū̇, du̇           | ār, ar, a         | īns, is, əs, ’s   | žī, ži       | biər, bər         | iər, ər, dər             | žai             | žai              |
| Genitivo   | maindər          | daindər          | žaindər (īmonš)   | žaindər (īmonš)   | īrdər        | inžər, inžə(r)dər | aijər, airər, aijə(r)dər | īr              | īr               |
| Dativo     | miər, miərə, mər | diər, diərə, dər | īmon (īmonə), mon | īmon (īmonə), mon | īr (īrə), ir | inš               | ai                       | in, ən, ’n, nən | in, ən, ’n, nən  |
| Acusativo  | mī, mi           | dī, di           | in, ən, ’n        | īns, əs, ’s       | žai, žə      | inš               | ai                       | žai, žə, ž’     | žai, žə, ž’      |

### Numeração
Os seguintes números são dados de forma abreviada na transcrição de Hans Tschinkel.
| Número | Gottscheerish |
| ------ | ------------- |
| 1      | uains         |
| 2      | tsboai        |
| 3      | drai          |
| 4      | viər          |
| 5      | vemf          |
| 6      | žekš          |
| 7      | žībm          |
| 8      | oχt           |
| 9      | nain          |
| 10     | tsēhŋ         |

| Número | Gottscheerish       |
| ------ | ------------------- |
| 11     | uaindlof            |
| 12     | tsbelf              |
| 13     | draitsain           |
| 14     | viərttsain          |
| 15     | vu̇ftsain, vemftsain |
| 16     | žaχtsain            |
| 17     | žimtsain            |
| 18     | oχtsain             |
| 19     | naintsain           |
| 20     | tsbȯntsikh          |

| Número | Gottscheerish        |
| ------ | -------------------- |
| 21     | uian-in-tsbȯntsikh   |
| 22     | tsboai-in-tsbȯntsikh |
| 23     | drai-in-tsbȯntsikh   |
| 24     | viər-in-tsbȯntsikh   |
| 25     | vemv-in-tsbȯntsikh   |
| 30     | draisikh             |
| 40     | viərttsikh           |
| 50     | vu̇ftsikh, vemftsikh  |
| 60     | žaχtsikh             |
| 70     | žimtsikh             |

| Número    | Gottscheerish                |
| --------- | ---------------------------- |
| 80        | oχtsikh                      |
| 90        | naintsikh                    |
| 100       | hu̇ndərt                      |
| 101       | hu̇ndərt-uain                 |
| 110       | hu̇ndərt-tsēhŋ                |
| 200       | tsbianhu̇ndərt, tsboaihu̇ndərt |
| 300       | draihu̇ndərt                  |
| 1.000     | tau̇žnt                       |
| 2.000     | tsbaintau̇žnt, tsboaitau̇žnt   |
| 1.000.000 | miliōn                       |

## Exemplos
Ortografia de Karl Schröer (1870):
| Gottscheerish | Alemão | Inglês |
| --- | --- | --- |
| Bie wrüe işt auf dar Hanşel junc, ar stéanot şmóaronş gûr wrüe auf, ar legot şih gûr schíander ån, ar géanot ahin of es kîrtàgle. | Wie früh ist auf der Hänsel jung, er stund des morgens gar früh auf, er legte sich gar schön (schöner) an, er gieng hin auf den Jahrmarkt. | How early young Johnny is up, He got up very early this morning, He put on his fine clothes, He went to the parish fair. |

Ortografia Hans Tschinkel (ca. 1908):
| Gottscheerish                                                                                 | Alemãoref>Petschauer, Erich. 1980. Das Jahrhundertbuch der Gottscheer. Klagenfurt: Leustik, p. 79.</ref> | Inglês                                                                                  |
| --------------------------------------------------------------------------------------------- | --- | --------------------------------------------------------------------------------------- |
| Du̇ hoscht lai oin Ammoin, oin Attoin dərzu̇ə, du̇ hoscht lai oin Hoimət, Gottschəabarschər Pu̇ə. | Du hast nur eine Mutter einen Vater dazu, du hast nur eine Heimat, Gottscheer Bub.                       | You have only one mother One father as well. You have only one homeland, Gottschee boy. |

## Amostra de texto
Bie wrüe işt auf dar Hanşel junc,
ar stéanot şmóaronş gûr wrüe auf,
ar legot şih gûr schíander ån,
ar géanot ahin of es kîrtàgle.
Português
Como o jovem Johnny está pronto,
Ele se levantou muito cedo esta manhã,
Ele vestiu suas belas roupas,
Ele foi à feira da paróquia.